# Alberton, South Australia
Alberton är en del av en befolkad plats i Australien. Den ligger i kommunen Port Adelaide Enfield och delstaten South Australia, omkring 11 kilometer nordväst om delstatshuvudstaden Adelaide. Antalet invånare är 1 912.
Runt Alberton är det mycket tätbefolkat, med 1 517 invånare per kvadratkilometer.. Närmaste större samhälle är Adelaide, omkring 11 kilometer sydost om Alberton.
Runt Alberton är det i huvudsak tätbebyggt. Genomsnittlig årsnederbörd är 593 millimeter. Den regnigaste månaden är juli, med i genomsnitt 95 mm nederbörd, och den torraste är december, med 13 mm nederbörd.